# 3455 Kristensen
A 3455 Kristensen (ideiglenes jelöléssel 1985 QC) a Naprendszer kisbolygóövében található aszteroida. Edward L. G. Bowell fedezte fel 1985. augusztus 20-án.